# Лавледі (Техас)
Лавледі (англ. Lovelady) — місто (англ. city) в США, в окрузі Г'юстон штату Техас. Населення — 570 осіб (2020).

## Географія
Лавледі розташоване за координатами 31°7′41″ пн. ш. 95°26′45″ зх. д. / 31.12806° пн. ш. 95.44583° зх. д. (31.128078, -95.445880).  За даними Бюро перепису населення США в 2010 році місто мало площу 3,44 км², з яких 3,42 км² — суходіл та 0,02 км² — водойми.

## Демографія
Згідно з переписом 2010 року, у місті мешкало 649 осіб у 260 домогосподарствах у складі 183 родин. Густота населення становила 189 осіб/км².  Було 300 помешкань (87/км²).
Расовий склад населення:
| - 88,3 % — білих - 6,6 % — чорних або афроамериканців - 1,7 % — осіб інших рас |

До двох чи більше рас належало 3,4 %. Частка іспаномовних становила 6,9 % від усіх жителів.
За віковим діапазоном населення розподілялося таким чином: 27,4 % — особи молодші 18 років, 57,2 % — особи у віці 18—64 років, 15,4 % — особи у віці 65 років та старші. Медіана віку мешканця становила 36,8 року. На 100 осіб жіночої статі у місті припадало 88,7 чоловіків;  на 100 жінок у віці від 18 років та старших — 84,7 чоловіків також старших 18 років.
Середній дохід на одне домашнє господарство  становив 59 952 долари США (медіана — 38 333), а середній дохід на одну сім'ю — 53 432 долари (медіана — 41 111). За межею бідності перебувало 22,1 % осіб, у тому числі 44,9 % дітей у віці до 18 років та 0,0 % осіб у віці 65 років та старших.
Цивільне працевлаштоване населення становило 214 осіб. Основні галузі зайнятості: публічна адміністрація — 18,7 %, освіта, охорона здоров'я та соціальна допомога — 18,2 %, сільське господарство, лісництво, риболовля — 15,0 %.